# All Falls Down
All Falls Down is een nummer van de Noorse dj Alan Walker uit 2017, in samenwerking met de Amerikaanse zangeres Noah Cyrus en de Britse dj/producer Digital Farm Animals.
Het nummer is momenteel in voornamelijk Europese landen een hit. In Alan Walkers thuisland Noorwegen werd het zelfs een nummer 1-hit. In de Nederlandse Top 40 staat het momenteel op de 14e positie, en in Vlaanderen op de 31e positie in de Tipparade.